# Стрибки у воду на Європейських іграх 2023 — змішана синхронна вишка, 10 метрів
Змагання зі змішаних синхронних стрибків у воду з вишки на Європейських іграх 2023 відбулись 24 червня.

## Результати[1]
| Місце | Країна          | Спортсмени                                   | Бали  | Бали  | Бали  | Бали  | Бали  | Бали    |
| Місце | Країна          | Спортсмени                                   | T1    | T2    | T3    | T4    | T5    | Загалом |
| ----- | --------------- | -------------------------------------------- | ----- | ----- | ----- | ----- | ----- | ------- |
| 1     | Україна         | Ксенія Байло Кірілл Болюх                    | 52.80 | 49.80 | 68.40 | 72.00 | 79.68 | 322.68  |
| 2     | Німеччина       | Александер Лубе Елена Вассен                 | 48.00 | 45.00 | 64.80 | 58.59 | 67.50 | 306.12  |
| 3     | Італія          | Сара Джодойн Ді Марія Едуард Тімбретті Гугіу | 45.60 | 44.40 | 69.30 | 53.76 | 70.08 | 283.14  |
| 4     | Іспанія         | Валерія Антоліно Карлос Камачо Дель Гойо     | 45.60 | 41.40 | 62.10 | 57.60 | 68.16 | 274.86  |
| 5     | Велика Британія | Мейсі Бонд Ноа Пенман                        | 44.40 | 41.40 | 61.20 | 50.88 | 67.20 | 265.08  |